# Parc Nacional Mole
El Parc Nacional de Mole és el major refugi de vida salvatge de Ghana,és una praderia i un ecosistema riberenc a 150 m d'alçada amb cingles que formen la frontera sud del parc. Està situat a 16 km a l'oest de Tamale, a la Regió Septentrional.
Ocupa 4.840 km² de sabana i afloraments rocosos que són la llar de 93 espècies que van de grans mamífers, incloent elefants, i de cérvols i caça menor de les planes. El lleó i el lleopard ocasionalment es poden veure descansant després d'una matança, i la varietat d'aus (aproximadament 300 espècies) és considerable.